# Liste der Bodendenkmale in Lößnitz (Erzgebirge)
In der Liste der Bodendenkmale in Lößnitz sind die Bodendenkmale der Stadt Lößnitz und ihrer Ortsteile nach dem Stand der Auflistung von Volkmar Geupel aus dem Jahr 1983 aufgelistet. Eventuelle Änderungen und Ergänzungen, insbesondere aus der Zeit nach der Wende, sind nicht berücksichtigt, da für Sachsen aktuell keine neueren allgemein zugänglichen Bodendenkmallisten vorliegen. Die Baudenkmale sind in der Liste der Kulturdenkmale in Lößnitz (Erzgebirge) aufgeführt.
| Denkmal-ID | Fundart          | Ortsteil | Bezeichnung | Zeitstellung    | Lage                                                                      | Bemerkungen                                                  | Bild           |
| ---------- | ---------------- | -------- | ----------- | --------------- | ------------------------------------------------------------------------- | ------------------------------------------------------------ | -------------- |
| ?          | besonderer Stein | Lößnitz  | Steinkreuz  | Spätmittelalter | westlich des Orts, Gabelung der Oberalberodaer Straße und des Leichenwegs | kein Kopfstück, Hacke eingeritzt, Schutz seit 17. April 1963 | weitere Bilder |